# Ordina Open 1993
L'Ordina Open 1993 è stato un torneo di tennis giocato sull'erba. È stata la 4ª edizione del torneo, che fa parte della categoria World Series nell'ambito dell'ATP Tour 1993. Il torneo si è giocato a  Rosmalen, vicino 's-Hertogenbosch nei Paesi Bassi, dal 7 al 13 giugno 1993.

## Campioni

### Singolare
Arnaud Boetsch ha battuto in finale  Wally Masur con il punteggio di 3–6, 6–3, 6–3

### Doppio
Patrick McEnroe /  Jonathan Stark hanno battuto in finale  David Adams /  Andrej Ol'chovskij con il punteggio di 7–6, 1–6, 6–4